# Koma
För andra betydelser, se Koma (olika betydelser).

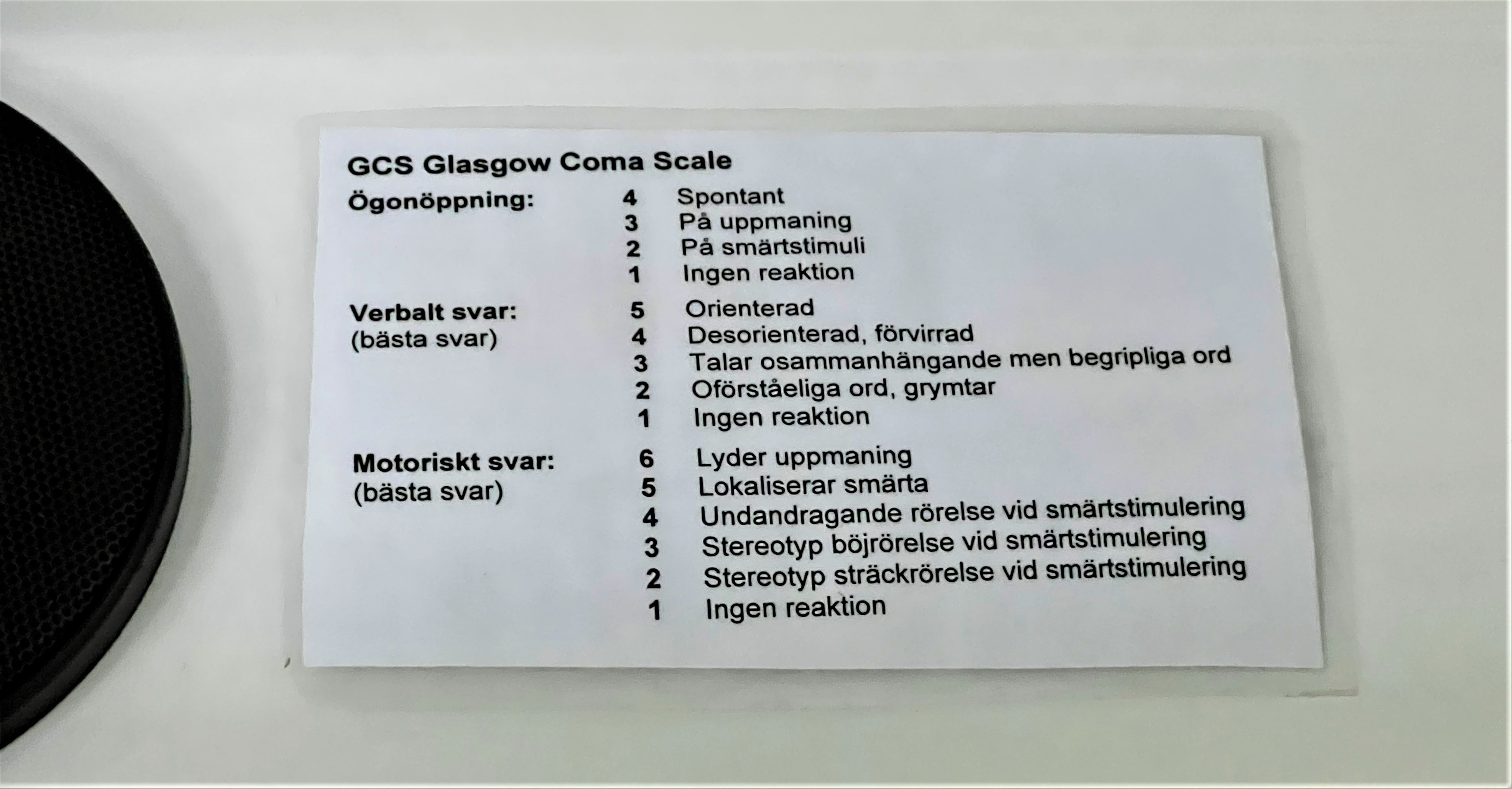
Glasgow Coma-skala i en sjuktransportbil i Sverige.

Koma (latin: coma) är ett förändrat medvetandetillstånd av djup medvetslöshet då hjärnans kontroll över kroppens övriga funktioner är mer eller mindre utslagen. Till skillnad från vid djup sömn kan personen i koma inte väckas genom ihärdigt "väckande", inte heller vända sig i sängen, kontrollera urinavgång och hjärnan tar inte heller notis om att personen till exempel är hungrig.
Alla reaktioner är dock inte utslagna vid koma och sjukvårdspersonalen mäter djupet på individens koma genom att testa till exempel smärtreaktioner och reaktioner för ljus och ljud. Noteringar förs om när en individ börjar andas själv, reagerar på smärta och beröring, börjar reagera på ljus och svara på tilltal. Patienten kan i vissa fall röra på ögonen, men det är bara reflexmässiga rörelser.
Glasgow Coma Scale, GCS, är en skala för bedömning av medvetandegrad. Skalan används internationellt, bland annat i vetenskapliga publikationer, och består av tre tester, ögonöppning, verbalt svar och motoriskt svar.

## Uppvaknande
Svårt hjärnskadade människor kan efter läkning av skadorna bedömas som vakna, men kan ha förlorat sin talförmåga, förmåga att svälja eller andra förmågor, som förmågan att röra sig, gå eller höra. Åter andra kan, trots läkning av de fysiska hjärnskadorna, stanna på ett medvetandedjup som bedöms som komatöst då de inte heller återfår kontroll över till exempel andningen, inte svarar på tilltal och reagerar bara med avvärjningsrörelser vid smärta. 
Ett sömnmedel, zolpidem, har visat sig kunna väcka vissa patienter ur koma för några timmar under dygnet. Denna paradoxala effekt tros kunna förklaras av att zolpidem saktar ner de processer i delar av hjärnan, som är överaktiva och orsakar den aktuella typen av koma. Några av de aktuella patienterna har svarat så bra på behandlingen att de lyckats få fram enstaka ord. 
Zolpidems effekt vid koma håller bara i sig i några enstaka timmar.

## Skillnaden mellan hjärndöd och koma
Människor i koma är inte döda och det är fel att säga att någon legat hjärndöd på sjukhus i månader och år. Efter att hjärnan dött stannar ofelbart alla andra av kroppens funktioner inom några minuter. Sjukvården kan med dagens teknik syresätta resten av kroppen hos en hjärndöd (enl. def. död) person under någon eller några få veckor. En person i koma kan behöva samma tekniska utrustning och hjälp under lång tid, men har en levande hjärna och är vid liv.

## Typer av koma
Komatillståndet är inte särskilt ovanligt på sjukhus. Just därför kan det vara av vikt att skilja mellan tre olika typer av koma.
- temporär koma - som inte skiljer sig nämnvärt från vanlig medvetslöshet
- permanent eller semipermanent koma - som kan vara i månader eller år. Efter så långa perioder i koma krävs mycket rehabilitering, eftersom kroppen förtvinar och hjärnan vanligen är svårt skadad.
- locked-in-syndrome - som innebär att patienten är medveten om allt i omgivningen men inte kan röra sig eller meddela sig med omvärlden.

## Konstgjord koma
Konstgjord koma är ett medicinskt tillstånd som uppstår efter att en person har utsatts för totalbedövning. Det leder till att personens hjärna sätts ur funktion så att personen varken är vid medvetande eller kan reagera på någon påverkan. Under konstgjord koma upprätthålls hjärtrytm, blodtryck och andning mekaniskt eller med hjälp av läkemedel. En person kan läggas i konstgjord koma med hjälp av narkosmedel eller genom nedkylning till en kroppstemperatur på runt 33 grader. Genom att avsluta behandlingen tas person ur tillståndet och till normalt medvetande igen.
Konstgjord koma är en kontrollerad process som kan vara nyttig för hjärnan, eftersom hjärnan får ro för att kunna läka ev. skador.

## Koma i kulturen
Koma är ganska vanlig i filmer och TV-serie på grund av de dramatiska möjligheter tillståndet, trots allt, medför. Några sådana filmer är:
- Tala med henne
- Koma
- Hard to kill
- Kill Bill
- Medan du sov
- Just Like Heaven
- Insidious
- Good Bye, Lenin!
- 28 dagar senare

Inom skönlitteraturen är koma ovanligare:
Den svenske författaren Artur Lundkvist skrev ett par verk om sin egen tid i koma. 
Johnny var en ung soldat av Dalton Trumbo handlar om en ung soldat som vaknar upp ur koma och finner sig själv i ett locked-in-tillstånd. Bara Alice av Maggie O'Farrell handlar om en ung kvinna i koma.
I avsnittet Locked in i dramaserien House M.D. befinner sig patienten Lee, spelad av Mos Def, i ett locked-in-tillstånd efter en olycka.